# Walcourt
Walcourt (valonă Walcoû) este un oraș francofon din regiunea Valonia din Belgia. Comuna Walcourt este formată din localitățile Walcourt, Berzée, Castillon, Chastrès, Clermont, Fontenelle, Fraire, Gourdinne, Laneffe, Pry, Rognée, Somzée, Tarcienne, Thy-le-Château, Vogenée și Yves-Gomezée. Suprafața sa totală este de 123,18 km². La 1 ianuarie 2008 comuna avea o populație totală de 17.805 locuitori. 

## Localități înfrățite
- Germania: Ratzeburg.

1. ↑  GeoNames, accesat în 16 noiembrie 2022